# Reazione di ciano-dealogenazione
La reazione di ciano-dealogenazione è un tipo di reazione utilizzato in chimica organica per produrre nitrili a partire da alogenuri alchilici e usando come nucleofilo lo ione cianuno CN−. Si tratta di una sostituzione nucleofila.
Dove R è un gruppo alchilico e Alg è un alogeno.
Poiché è un nucleofilo ambidentato, CN−  può attaccare sia dalla parte del carbonio sia dalla parte dell'azoto. Ciò può portare alla formazione di isocianuri. Se il prodotto desiderato è il nitrile bisogna operare con opportuni catalizzatori, come per esempio CuCN.